# Komedogenität
Komedogenität bezeichnet die Eigenschaft, die Bildung von Komedonen in den Ausführungsgängen der Talgdrüsenfollikel zu fördern.

## Bestimmung der Komedogenität
Zur Untersuchung der Komedogenität chemischer Substanzen wurde das Kaninchenohrmodell angewandt. Das Kaninchenohrmodell ist ein Tiermodell, dessen Übertragbarkeit auf die Situation beim Menschen jedoch kritisch gesehen wird. Es gilt als so sensitiv, dass zu erwarten ist, dass eine Substanz mit nur geringer komedogener Aktivität am Kaninchenohr bei hautgesunden Menschen keinen Effekt auslöst. Menschen mit Akneveranlagung könnten jedoch betroffen sein. Fertigprodukte bzw. Stoffgemische, die komedogene Substanzen enthalten, sind deshalb nicht notwendigerweise selbst komedogen.